# Vicente Ferrer Moncho
Vicente Ferrer Moncho (* 9. April 1920 in Barcelona; † 19. Juni 2009 in Anantapur) war ein spanischer Philanthrop, der sein Leben der Bekämpfung der Armut im ländlichen Indien widmete. Heute führen die Vicente Ferrer Stiftungen die Arbeit Vicente Ferrers in Indien fort und unterstützen Menschen schwerpunktmäßig in Indien sowie anderen Ländern des globalen Südens.

## Leben

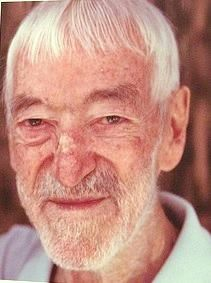
Vicente Ferrer

Vicente Ferrer trat als junger Mann dem Jesuitenorden in Spanien bei, um seiner Berufung, anderen Menschen zu helfen, zu folgen. 1952 wurde er von seinem Orden als Missionar nach Mumbai, Indien, geschickt. Von diesem Zeitpunkt an, widmete er sein Leben den Ärmsten der Armen in Indien.
Seine Arbeit erweckte jedoch auch Misstrauen und Verunsicherung in Indien, so dass Vicente Ferrer 1968 des Landes verwiesen wurde. Über 30.000 Bauern organisierten daraufhin, gemeinsam mit einflussreichen Mitstreitern, einen 250 km langen Protestmarsch nach Mumbai gegen die Abschiebung. Drei Monate später erhielt Vicente Ferrer aufgrund des persönlichen Einsatzes von Indira Gandhi ein neues Visum und ließ sich in Anantapur (Andhra Pradesh, Indien) nieder. Dort setzte er seine Arbeit fort, um den am stärksten benachteiligten Menschen zu helfen. 1969 verließ er den Jesuitenorden und heiratete Anne Perry. 1978 gründeten sie gemeinsam die Vicente Ferrer Stiftung in Indien (Rural Development Trust, kurz RDT). Fortan konzentrierte sich Vicente Ferrer auf die Bekämpfung der Armut in ländlichen Regionen Indiens, um die individuellen Lebensbedingungen der Menschen zu verbessern.
Mit seiner Ehefrau Anne Ferrer hatte er drei Kinder. Vicente Ferrer starb am 19. Juni 2009 im Alter von 89 Jahren in Anantapur, Indien.

## Stiftungen
Vicente Ferrer und seine Ehefrau Anne gründeten 1978 in Anantapur die Vicente Ferrer Stiftung in Indien (RDT). Mittlerweile gibt es drei weitere Stiftungen:
- die Fundación Vicente Ferrer in Spanien (seit 1996)[7]
- die Vicente Ferrer Foundation USA (seit 2013)
- die Vicente Ferrer Stiftung Deutschland mit Sitz in Berlin[8] (seit 2015)

Alle Stiftungen unterstützen die Menschen in ländlichen Regionen im Kampf gegen Armut. In den Aufgabenfeldern Bildung, Gesundheitsversorgung, Gleichberechtigung von Frauen, Inklusion, nachhaltige Landwirtschaft und Infrastruktur werden Hilfsprojekte durchgeführt.
Bis zu seinem Tod war Vicente Ferrer für die Vicente Ferrer Stiftung in Indien (RDT) tätig. Heute führen seine Frau Anne und sein Sohn Moncho die Stiftung in Indien weiter.

## Auszeichnungen
- Vicente Ferrer erhielt den Prinz-von-Asturien-Preis für Eintracht vom damaligen spanischen Thronfolger Felipe von Spanien (1998).[9]
- Die katalanische Regierung zeichnete Vicente Ferrer mit dem Creu-de-Sant-Jordi (Sankt-Georg-Kreuz) aus (2000).
- Der Stadtrat von Barcelona verlieh Vicente Ferrer die Goldmedaille der Stadt Barcelona (2000).
- Vicente Ferrer erhielt Ehrendoktortitel der Polytechnischen Universität Valencia (Spanien, 2000), der Universität Huelva (Spanien, 2001) und der Sri Krishnadevaraya Universität (Indien, 2007).
- Das spanische Außenministerium verlieh Vicente Ferrer das Großkreuz des Zivilverdienstordens Spaniens (2009).[10]
- Der spanische Senat zeichnete Vicente Ferrer posthum mit der Goldmedaille (Medalla de Oro del Senado) aus (2009).
- Vicente Ferrer wurde für den Friedensnobelpreis nominiert (2010).[11]